# Liste der Bischöfe von Sandomierz
Die folgenden Personen waren Bischöfe von Sandomierz (Polen):
| Name                                 | Zeit      |
| ------------------------------------ | --------- |
| Szczepan Hołowczyc                   | 1818      |
| Adam Prosper Burzyński               | 1819–1830 |
| Klemens Bąkiewicz                    | 1840–1842 |
| Józef Joachim Goldtman               | 1844–1852 |
| Józef Michał Juszyński               | 1859–1880 |
| Antoni Franciszek Ksawery Sotkiewicz | 1883–1901 |
| Stefan Aleksander Zwierowicz         | 1902–1908 |
| Marian Józef Ryx                     | 1910–1930 |
| Włodzimierz Jasiński                 | 1930–1934 |
| Jan Kanty Lorek                      | 1936–1967 |
| Piotr Gołębiowski                    | 1968–1980 |
| Edward Materski                      | 1981–1992 |
| Wacław Świerzawski                   | 1992–2002 |
| Andrzej Dzięga                       | 2002–2009 |
| Krzysztof Nitkiewicz                 | seit 2009 |